# فيكتور فولفغانغ فون هاغن
فيكتور فولفغانغ فون هاغن (بالإنجليزية: Victor Wolfgang von Hagen)‏ هو مستكشف ومؤلف ومؤرخ وكاتب أمريكي، ولد في 29 فبراير 1908 في سانت لويس في الولايات المتحدة، وتوفي في 8 مارس 1985 في إيطاليا.